# 广济寺古建筑群
广济寺古建筑群位于中华人民共和国辽宁省锦州市古塔区，包括广济寺、广济寺塔，天后宫和昭忠祠等建筑，于2001年被列为第五批全国重点文物保护单位。

## 建筑

### 广济寺
广济寺初名普济寺，辽清宁六年（1060年）扩建重修后改称广济寺，明清时期多次重修，清嘉庆十四年（1809年）建筑再次毁于火灾，于道光六年（1826年）重建完成后大体建筑保留至今。
广济寺占地三千多平方米，呈长方形布局，有前殿五间，碑亭两座，东配殿七间，中殿三间，后殿七间，两座碑亭位于殿北阶下东西侧，内有道光九年重修广济寺时碑记。东配殿在前殿，中殿间的东侧，共七间为，硬山小式木架结构。中殿为关帝殿，后殿为主殿，原供释迦摩尼佛 、弥勒佛及药师诸佛。

### 广济寺塔

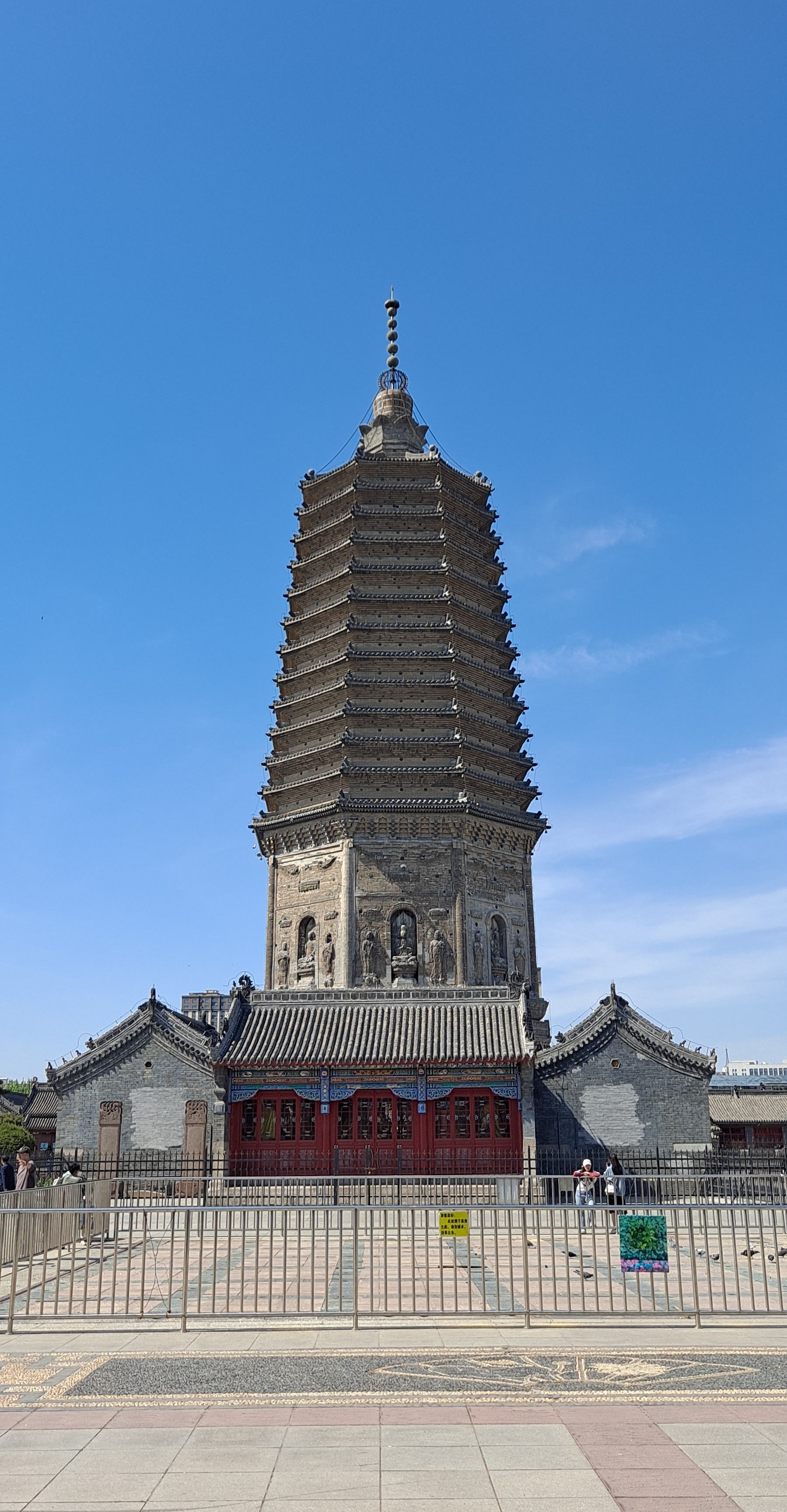
广济寺塔

广济寺塔约始建于辽清宁三年。《续通志·大广济寺塔记》记载该塔于“清宁三年（1057年）立”。另有该寺大殿前东侧的明嘉靖十一年《锦州大广济寺重建前殿碑》记载：“锦城广济寺古刹也，肇造于契丹之初，无籍可考。”辽道宗耶律洪基为珍藏其母仁懿皇太后的舍利子，以普济寺山门前玄元老和尚埋骨塔遗址为地基，历时六年建造了这座塔。辽道宗后将普济寺改名为大广济寺，塔因寺得名为大广济寺塔。
广济寺塔为八角十三级密檐式实心砖塔。全塔的建筑结构分为塔基座、塔身、塔刹等部分，塔基座为双层须弥座式，每边长8.6米，塔身有八面，每面宽8.42米，并设圆形倚柱，券顶设有佛龛，内有一尊坐佛端坐于莲花台之上。塔身每面还嵌有六块铜镜。塔檐共十三层，各角悬有风铎。顶上置塔刹，由刹座、铜制覆钵、刹杆、宝珠和火焰光等组成，为固定塔刹，刹杆上悬挂着八条垂链，与塔脊相连。

### 天后宫
天后宫始建于清雍正三年（1725年），是中国北方地区规模最大的天后宫。根据《锦县志》中记载，锦州天后宫是由江苏、浙江、福建一带的商人集资兴建。1725年始建，清朝历代皆有修葺，1884年（光绪十年）修缮后保存至今，建筑布局采用中轴线对称四合院形式，大殿面阔七间，建为重檐歇山造形式。上下檐均用三翘七踩斗拱，束腰上雕有松鹿 ，麒麟及八卦等花纹，殿顶采用歇山九脊形式。

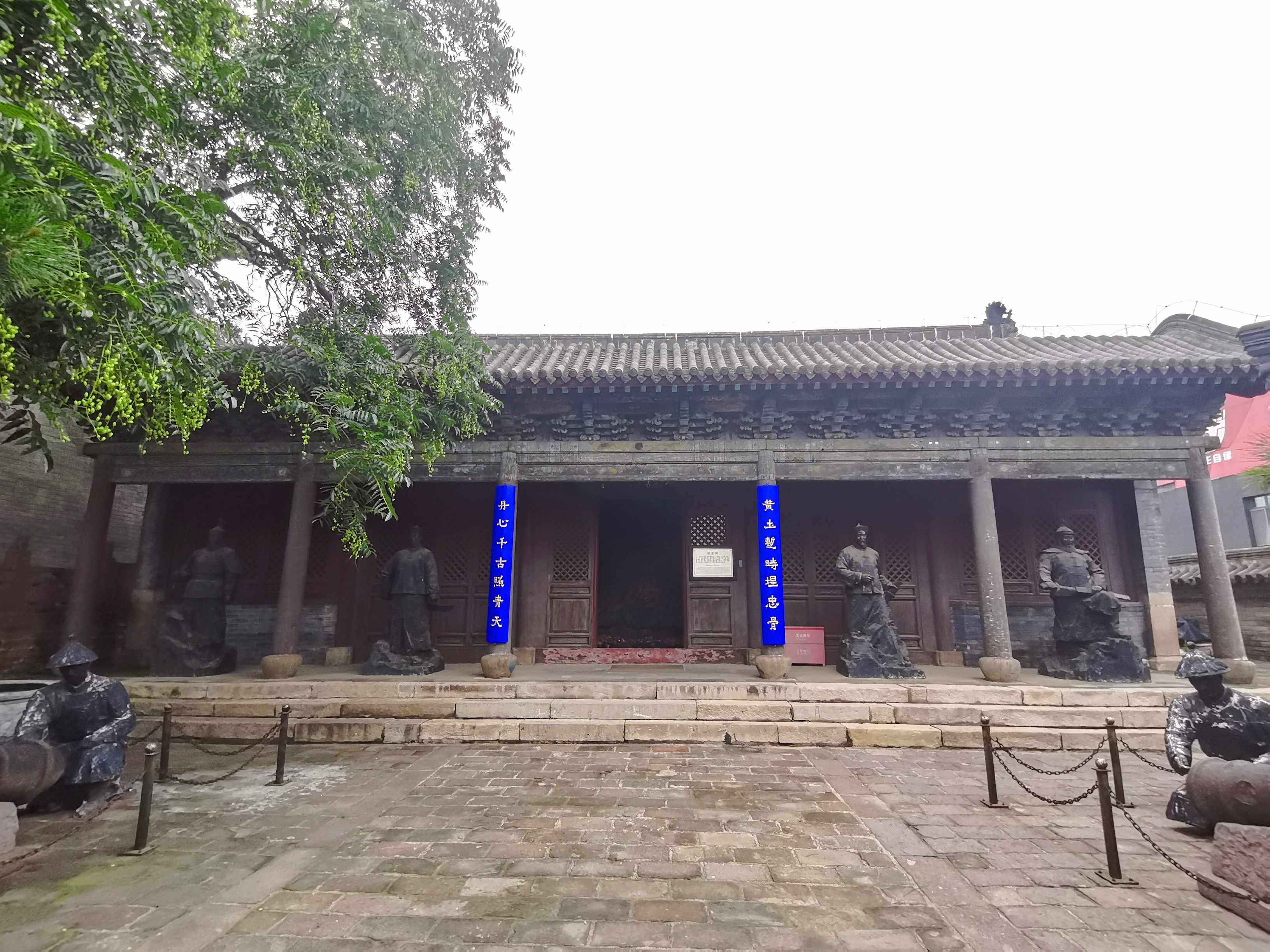
昭忠祠外景

### 毅军昭忠祠
毅军昭忠祠建于清光绪二十四年（1898年）。昭忠祠为木架结构、单檐硬山顶的建筑形式，为纪念在甲午战争中牺牲的毅军将士所建。毅军为宋庆麾下的部队，宋庆因镇压太平军和捻军有功，获清廷赏“毅勇巴图鲁”，所率军队被称为“毅军”。甲午战争期间，毅军与日军激战于田庄台，毅军阵亡2,000多人。昭忠祠忠曾供奉着2,000多名将士灵牌，后灵牌大部被毁，现在祠中转角处一个红色木龛内供有21块灵牌，祠外立有“大清敕建毅军昭忠祠碑记”石碑。

## 图集
- 广济寺塔
- 前殿
- 正殿
- 殿檐
- 殿廊
- 殿檐雕花